# 塞勒 (加来海峡省)
塞勒（法語：Selles，法語發音：[sɛl]）是法国上法蘭西大區加来海峡省的一个市镇，属于滨海布洛涅区。

## 地理
塞勒（50°41'59"N, 1°53'44"E）面积6.35 平方千米，位于法国上法蘭西大區加来海峡省，该省份为法国北部沿海省份，西北濒北海，南至索姆省，东临北部省。
与塞勒接壤的市镇（或旧市镇、城区）包括：布吕南贝尔、布农维尔、洛坦冈、梅讷维尔、凯克、圣马丹绍凯勒。

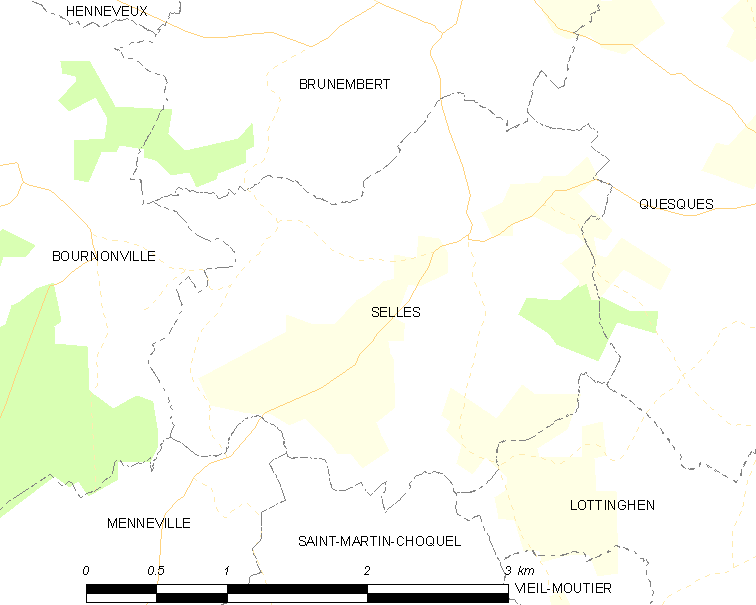
的OSM定位图

塞勒的时区为UTC+01:00、UTC+02:00（夏令时）。

## 行政
塞勒的邮政编码为62240，INSEE市镇编码为62786。

## 政治
塞勒所属的省级选区为代夫勒县。

## 人口

1962-2008年间人口变化图示

塞勒于2022年1月1日时的人口数量为304人。